# Arena (Star Trek: Seria originală)
Arena este un episod din Star Trek: Seria originală care a avut premiera la 19 ianuarie 1967.

## Prezentare
Nava Enterprise este atacată de către extratereștri necunoscuți în timp ce investighează distrugerea aproape integrală a coloniei Cestus III. În timp ce Enterprise îi urmărește pe extratereștri într-o porțiune necunoscută a spațiului, ambele nave sunt capturate de puternicii metroni, care îi condamnă pe Kirk și pe căpitanul extraterestru (identificat mai târziu ca un membru al rasei Gorn) la judecată prin luptă: nava învingătorului va fi eliberată, în timp ce nava învinsului va fi distrusă. Căpitanul extraterestru este mult mai puternic și mai rezistent, așa că pământeanul Kirk trebuie să creeze o armă din materialele care se găsesc în „arenă”.